# Zlatopil
Zlatopil (ukrainsk:  Златопіль) er en by i Lozova rajon, Kharkiv oblast (provins) i Ukraine, tidligere kendt som Likhachove. Det er den fjerdestørste by i Kharkiv oblast. Pervomajskyj er vært for administrationen af Pervomajskyj hromada, en af hromadaerne i Ukraine. Byen har en befolkning på omkring 28.986 (2021).
Byen er kendt for Khimprom, en af de største kemiske fabrikker i det tidligere Sovjetunionen.  Byen har frodige grønne områder og parker, et kulturcenter ved navn "DK Khimik" og et stadion, der også hedder "Khimik".

## Galleri
- Rådhus for Pervomaiskyi rajon
- Pervomaiskyi rajon retsbygning
- Mindesmærke for honorære borgere
- Pervomaiskyi Professionsskole
- Zhovtneva str. med bibliotek og posthus